# Gambusia gaigei
Gambusia gaigei је зракоперка из реда Cyprinodontiformes.

## Угроженост
Ова врста се сматра рањивом у погледу угрожености врсте од изумирања.

## Распрострањење
Ареал врсте је ограничен на једну државу. 
Држава Тексас у Сједињеним Америчким Државама су једино познато природно станиште врсте.

## Станиште
Станиште врсте су слатководна подручја.